# Triticum turgidum
Espèce
Triticum turgidum est une espèce de plantes monocotylédones de famille des Poaceae, sous-famille des Pooideae, dont on connaît plusieurs sous-espèces cultivées, notamment le blé dur (Triticum turgidum subsp. durum). Ce sont des blés tétraploïdes (2n = 28) de génome AABB.
Pour certains auteurs, il existe de nombreuses sous-espèces telles que :
- Amidonnier (Triticum turgidum L. subsp. dicoccum),
- Blé dur (Triticum turgidum L. subsp. durum),
- Blé poulard, gros blé, (Triticum turgidum L. subsp. turgidum),
- Blé de Galice (Triticum turgidum L. subsp. polonicum),
- Blé khorasan (Triticum turgidum L. subsp. turanicum = Triticum turanicum),
- Blé de Perse (Triticum turgidum L. subsp. carthlicum = Triticum carthlicum),
- Blé de Colchide (Triticum turgidum L. subsp.  paleocolchicum).

Néanmoins, d'autres auteurs rejettent toutes ces sous-espèces et considèrent ces taxons soit comme des espèces à part entière, soit comme n'ayant pas de raison d'être.

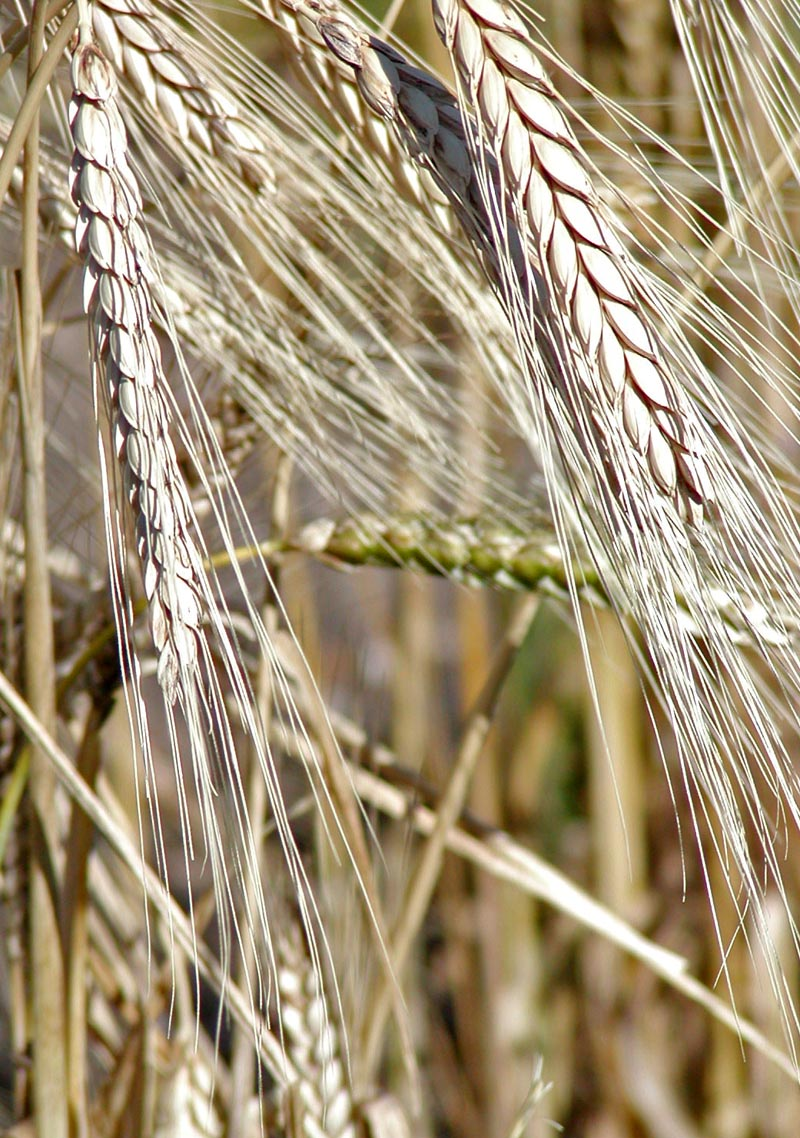
Blé de Khorasan.
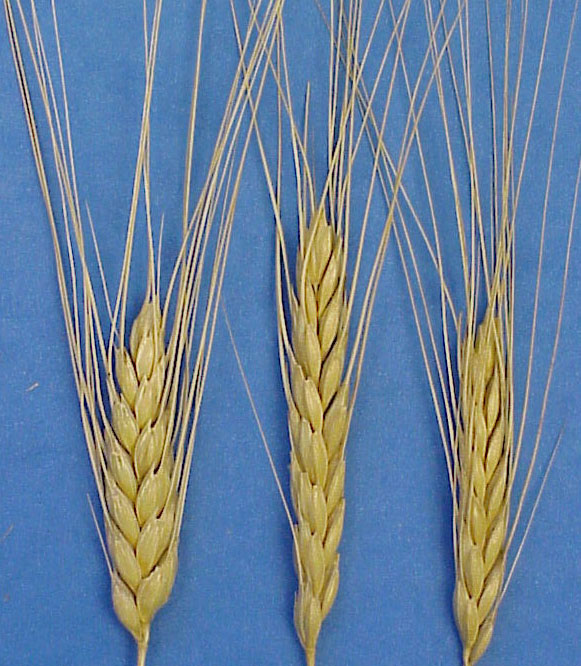
Amidonnier.
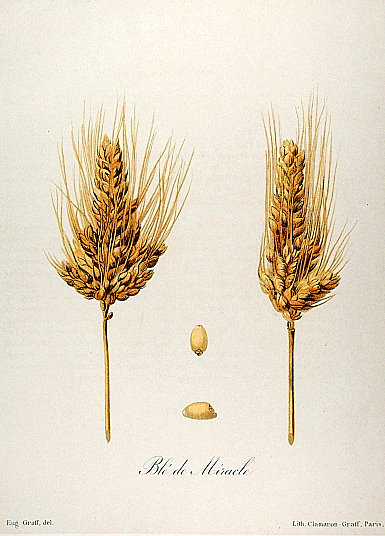
Blé poulard 'Miracle'.

## Taxinomie

### Liste des sous-espèces
Selon World Checklist of Selected Plant Families (WCSP) (1 juillet 2017) :
- Triticum turgidum subsp. dicoccum (Schrank ex Schübl.) Thell., Naturwiss. Wochenschr. (1918)
- Triticum turgidum subsp. durum (Desf.) Husn. (1899)
- Triticum turgidum subsp. polonicum (L.) Thell., Naturwiss. Wochenschr., n.f. (1918)
- Triticum turgidum subsp. turgidum

### Synonymes
Selon Catalogue of Life (1er juillet 2017) :
- Gigachilon polonicum subsp. turgidum (L.) Á.Löve
- Triticum aestivum subsp. turgidum (L.) Domin
- Triticum aestivum var. turgidum (L.) Fiori
- Triticum cereale var. turgidum (L.) Klett & Richt.
- Triticum compositum L.
- Triticum dicoccum subsp. georgicum (Dekapr. & Menabde) Flaksb.
- Triticum dicoccum subsp. maroccanum Flaksb.
- Triticum durum subsp. turgidum (L.) Dorof.
- Triticum georgicum (Flaksb.) Dekapr.
- Triticum hosteanum Spreng.
- Triticum jakubzineri Udachin
- Triticum linnaeanum Lag.
- Triticum pyramidale Delile ex Schult.
- Triticum sardinicum Koeler ex Spreng.
- Triticum sativum var. compositum (L.) Alph.Wood
- Triticum sativum var. turgidum (L.) Delile
- Triticum turgidum subsp. asiaticum (Vavilov) H.Scholz
- Triticum turgidum var. complanatum Ser.
- Triticum turgidum var. compositum (L.) Gaudin
- Triticum turgidum subsp. georgicum (Dekapr. & Menabde) Mackey ex Hanelt
- Triticum turgidum subsp. maroccanum (Flaksb.) H.Scholz
- Triticum turgidum var. quadratum Ser.
- Triticum vulgare var. buccale Alef.
- Triticum vulgare var. cervinum Alef.
- Triticum vulgare var. coeleste Alef.
- Triticum vulgare var. columbinum Alef.
- Triticum vulgare var. dinura Alef.
- Triticum vulgare var. gentile Alef.
- Triticum vulgare var. jodura Alef.
- Triticum vulgare var. linnaeanum Alef.
- Triticum vulgare var. pavoninum Alef.
- Triticum vulgare var. speciosum Alef.